# Face (rappeur)
Pour les articles homonymes, voir Face.
FACE, de son nom civil Ivan Timofeïevitch Driomine (russe : Иван Тимофеевич Дрёмин), né le 8 avril 1997 à Oufa, est un rappeur russe.

## Biographie

### Jeunesse et éducation
Ivan Driomine nait à Oufa le 8 avril 1997. Ses parents divorcent alors qu'il n'a pas encore 1 an. Son père, Timofeï Driomine, est né en 1968. Il a un frère aîné, Bogdan, né en 1992. Tous deux baptisés, les fils restent aux côtés de leur mère pendant de longues heures lors des services du matin et du soir. Lorsqu'Ivan entre en huitième année, sa mère est diagnostiquée schizophrène et séjourne dans un hôpital psychiatrique pendant un an, où elle est mise en invalidité.
Il étudie au lycée no 5 de la ville d'Oufa,. Il étudie très mal, obtient des F, ne s'entend pas avec ses camarades de classe. Jusqu'à la septième année, il étudie dans une école de musique, puis fait de la boxe et reçoit des médailles dans les compétitions de la ville. Depuis son enfance, il aime la musique et rêve de ressembler à ses groupes et artistes préférés : Viktor Tsoï, Zemfira, Korol i Shut, Tokio Hotel.
Dans sa jeunesse, il s'adonne beaucoup au hooliganisme, est membre de nombreuses associations de rue (opinions ultranationalistes radicales, AUE) et fréquente assidûment les commissariats de police locaux,, ce qu'il mentionne à plusieurs reprises dans ses morceaux.

### Carrière
Il enregistre son premier morceau en 2015, un mois avant l'obtention de son diplôme, avec l'argent de sa grand-mère. Dès le mois d'octobre, il sort son premier EP, Plokliataïa Petchat' (Проклятая печать). Le disque comprend six chansons. L'artiste lui-même qualifie ses premières productions de « pensées d'adolescent ».
Dremin fait parler de lui pour la première fois après le clip du titre Gosha Rubchinskiy, dont le budget s'élève à 200 roubles. Des notes sur le rappeur sont publiées dans des revues de mode et de style anglophones telles que Highsnobiety et Hypebeast,. Comme le rappeur l'admet plus tard, il savait à l'avance que la chanson deviendrait au moins un succès local et l'a écrite « pour la faire connaître ».
Le 26 janvier 2024, le musicien annonce un nouvel album intitulé Bog repa (Бог рэпа). Le 15 mars, le disque contenant l'annonce disparaît de tous les réseaux sociaux. Le 18 avril 2024, un nouveau single intitulé Nenavijou (Ненавижу) sort.

## Discographie

### Albums studio
- 2017 : Hate Love
- 2017 : No Love
- 2018 : ПУТИ НЕИСПОВЕДИМЫ (romanisé : POUTI NESPOVEDIMY)
- 2019 : 12
- 2021 : Искренний (romanisé : Iskrenni)
- 2023 : Ничего хорошего (romanisé : Nitchego khorochego)
- 2024 : Бог рэпа (romanisé : Bog repa)

### EPs
- 2015 : Проклятая печать (romanisé : Plokliataïa Petchat')
- 2016 : VLONE
- 2016 : MAYHEM
- 2016 : PLAYBOY
- 2017 : REVENGE
- 2021 : Жизнь удалась (romanisé : Jizn' oudalas')
- 2021 : Варвар (romanisé : Varvar)
- 2021 : KRAZY

### Mixtape
- 2019 : Slime